# Бисли (снэк)
Бисли (ивр. בִּיסְלִי‎, англ. Bissli) — израильская закуска (снэк), производимая израильской компанией «Осем», принадлежащей компании Nestle. Бисли является ведущим брендом снэков «Осем» после бренда «Бамба».
Бисли — это хрустящий снэк, приготовленный из жареной пасты, производство которой к тому времени было освоено компанией. Название представляет собой комбинацию идишского слова בִּיסְ (Бис), означающего «кусать», и ивритского слова לִי (ли), означающего «мне».
Бисли начали производить в 1975 году. «Осем» начал производить этот продукт вместо попкорна, поняв, что в Израиле не было солёных снеков.
Новый продукт разработала команда, возглавляемая Даном Проппером, который впоследствии стал генеральным директором компании, а также доктором Яиром Уиллом, который занимал должность главного ученого в компании с конца 1960-х по 1997 год. Уилл обучался в Калифорнийском университете в Беркли по специальности «химия» и защитил диссертацию в Чикаго. Первоначально на рынок были выпущены три варианта вкусов: лук, гриль и фалафель.
Ежегодно производится более 4000 тонн бисли в широком ассортименте форм и вкусов.
Самые популярные вкусы — «Гриль» и «Барбекю». Другие вкусы включают лук, копченое мясо, пиццу, фалафель, тако, гамбургер, заатар, шаурму и оливки. Первые Бисли были похожи на макароны, поскольку подготовка теста велась на линии изготовления пасты. В настоящее время каждый аромат имеет разную форму, например, закуски со вкусом пиццы имеют форму квадратов, с ароматом лука — маленьких обручей, а с ароматом барбекю — маленьких полых трубочек.
Производители представляют бисли как уникальный израильский продукт, который производится на пяти заводах по всему Израилю.

## Галерея

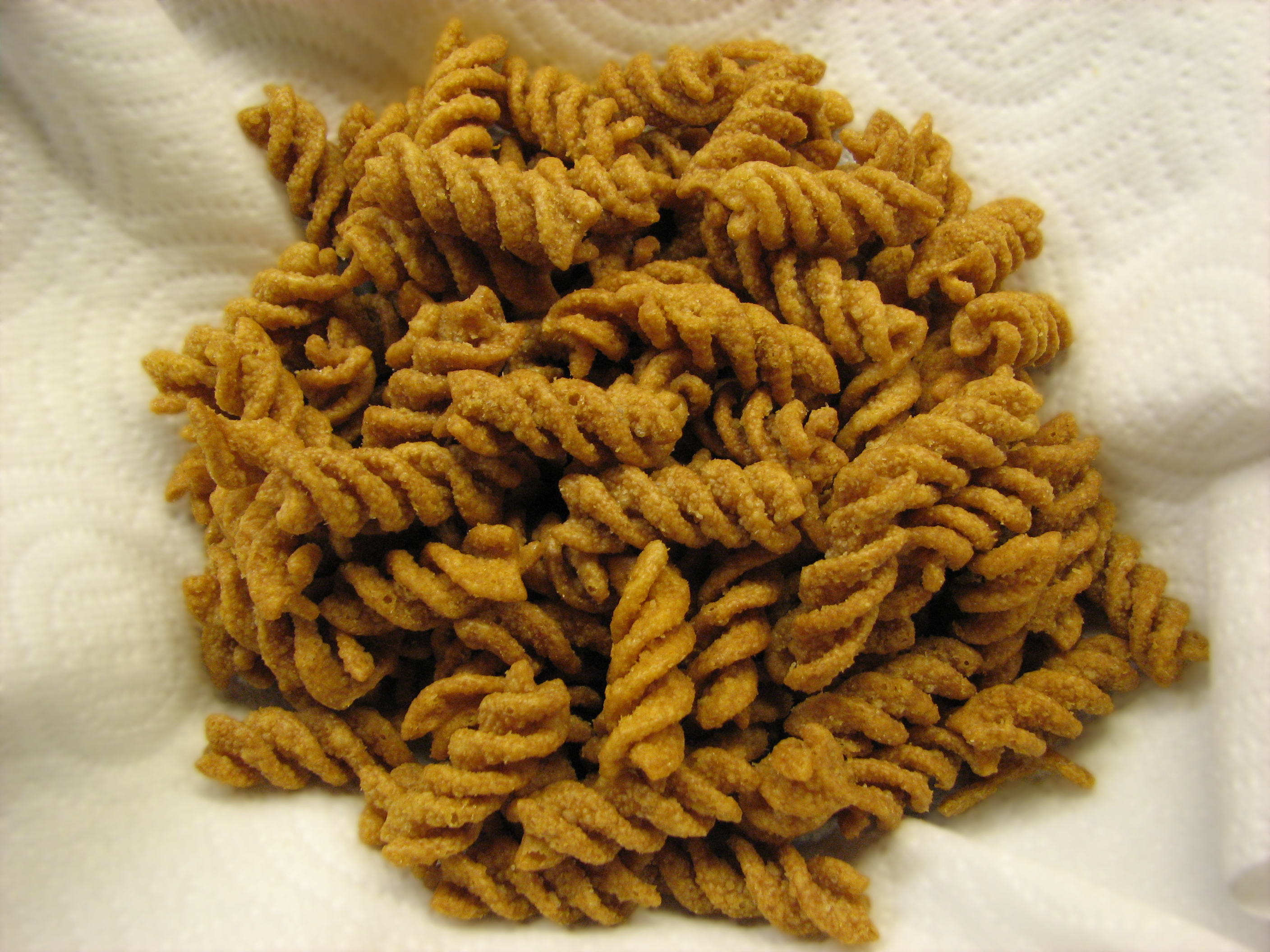
Бисли со вкусом гриля в форме штопора
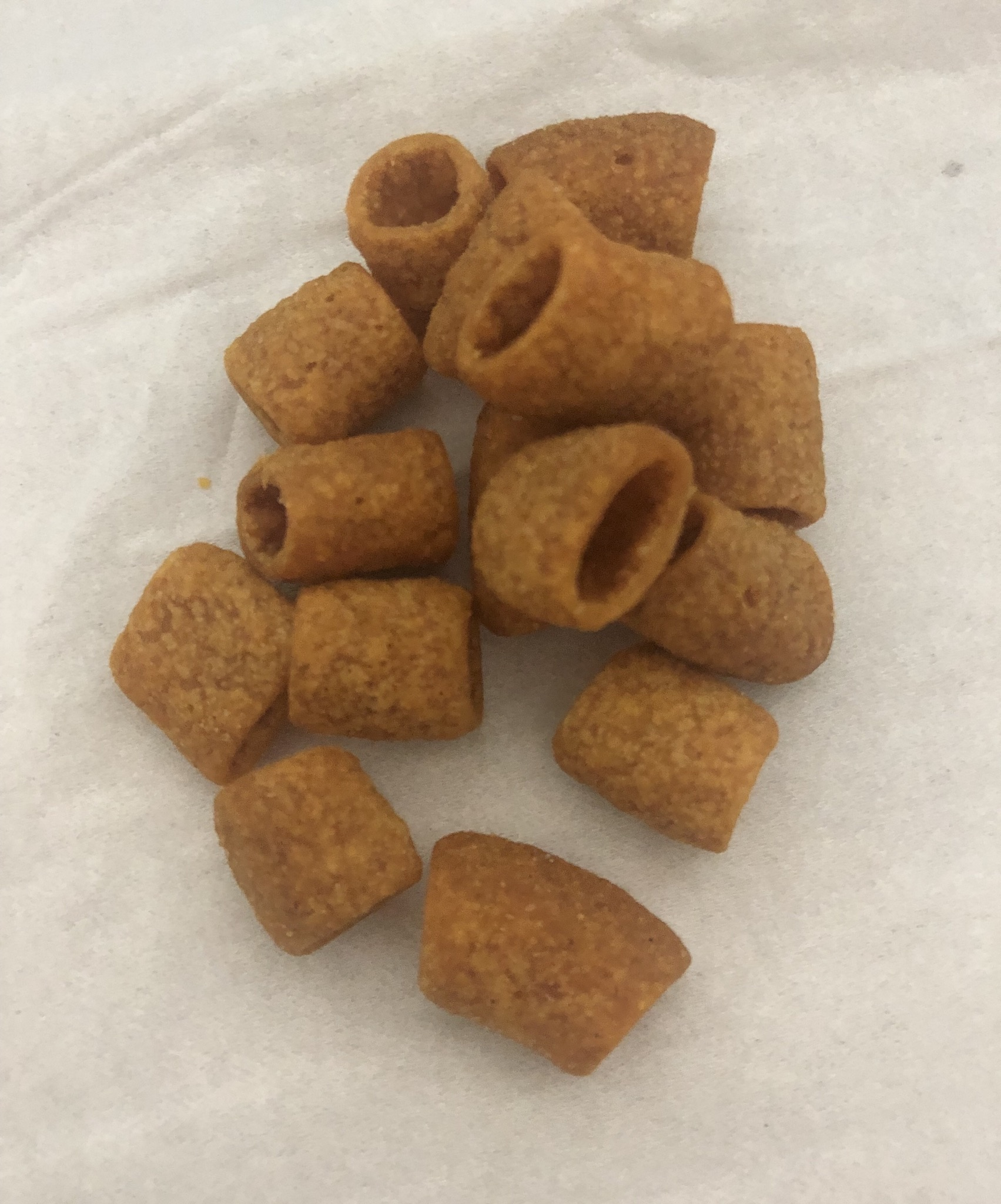
Бисли со вкусом барбекю
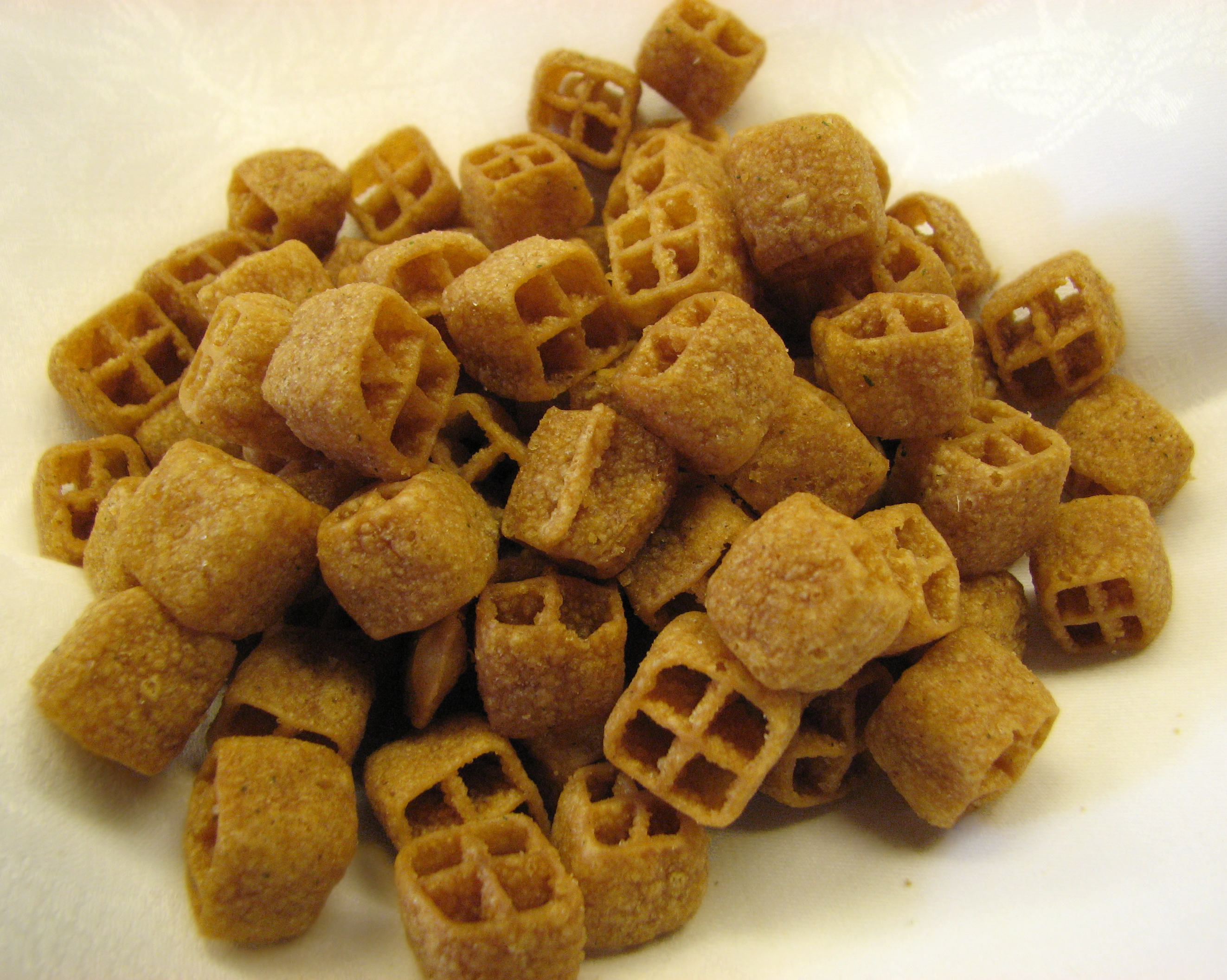
Бисли со вкусом пиццы
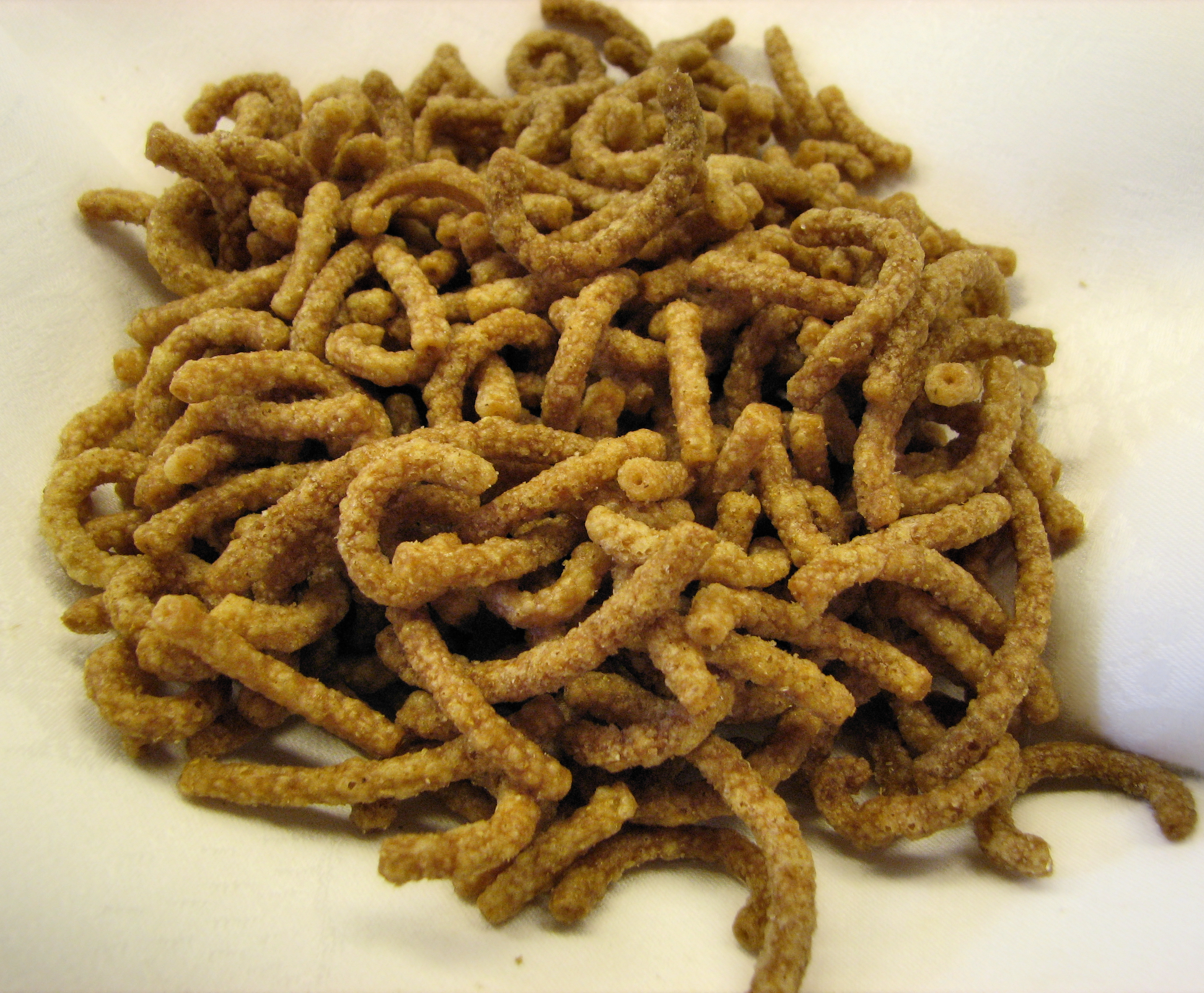
Бисли со вкусом фалафеля
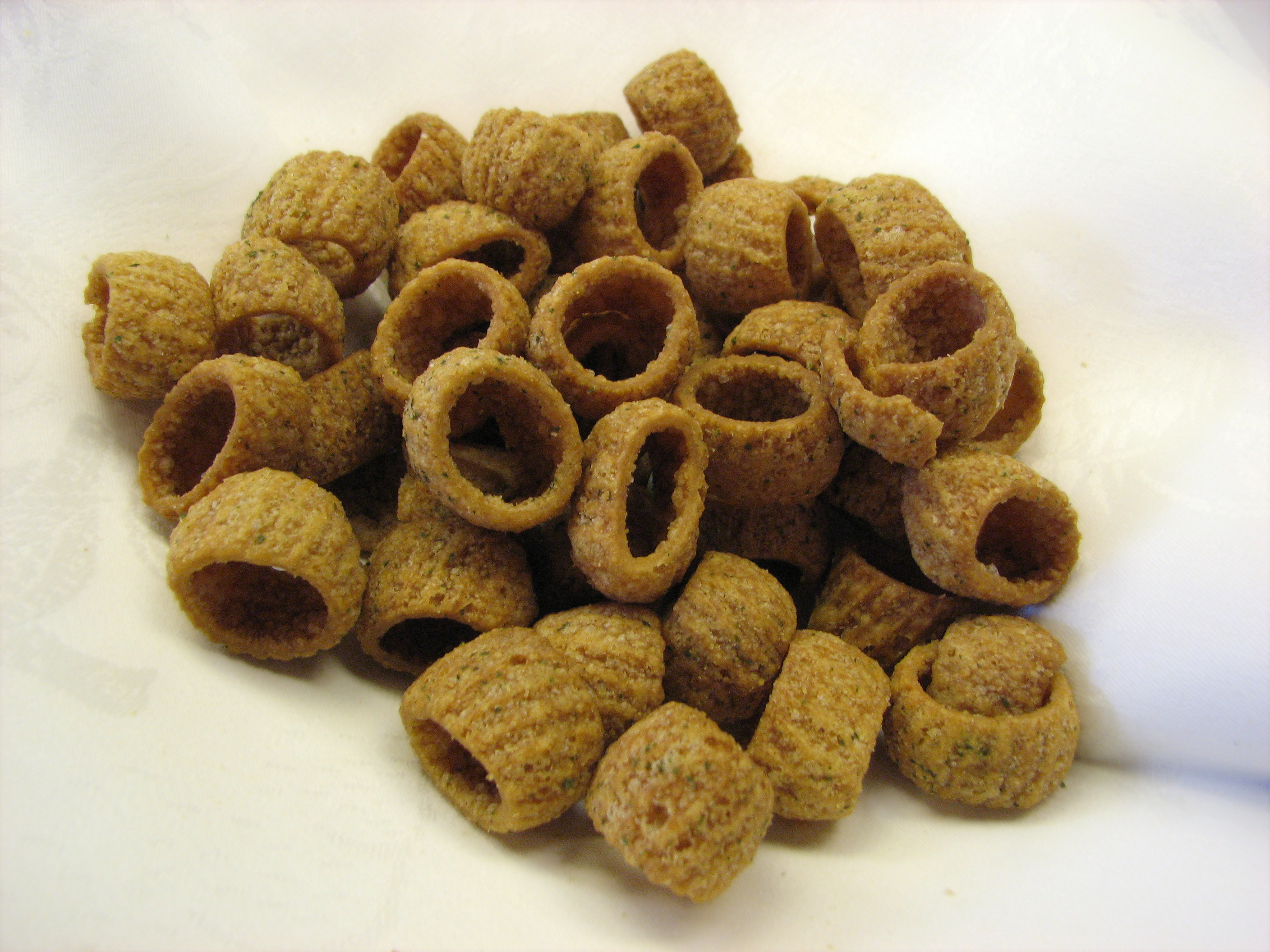
Бисли со вкусом лука
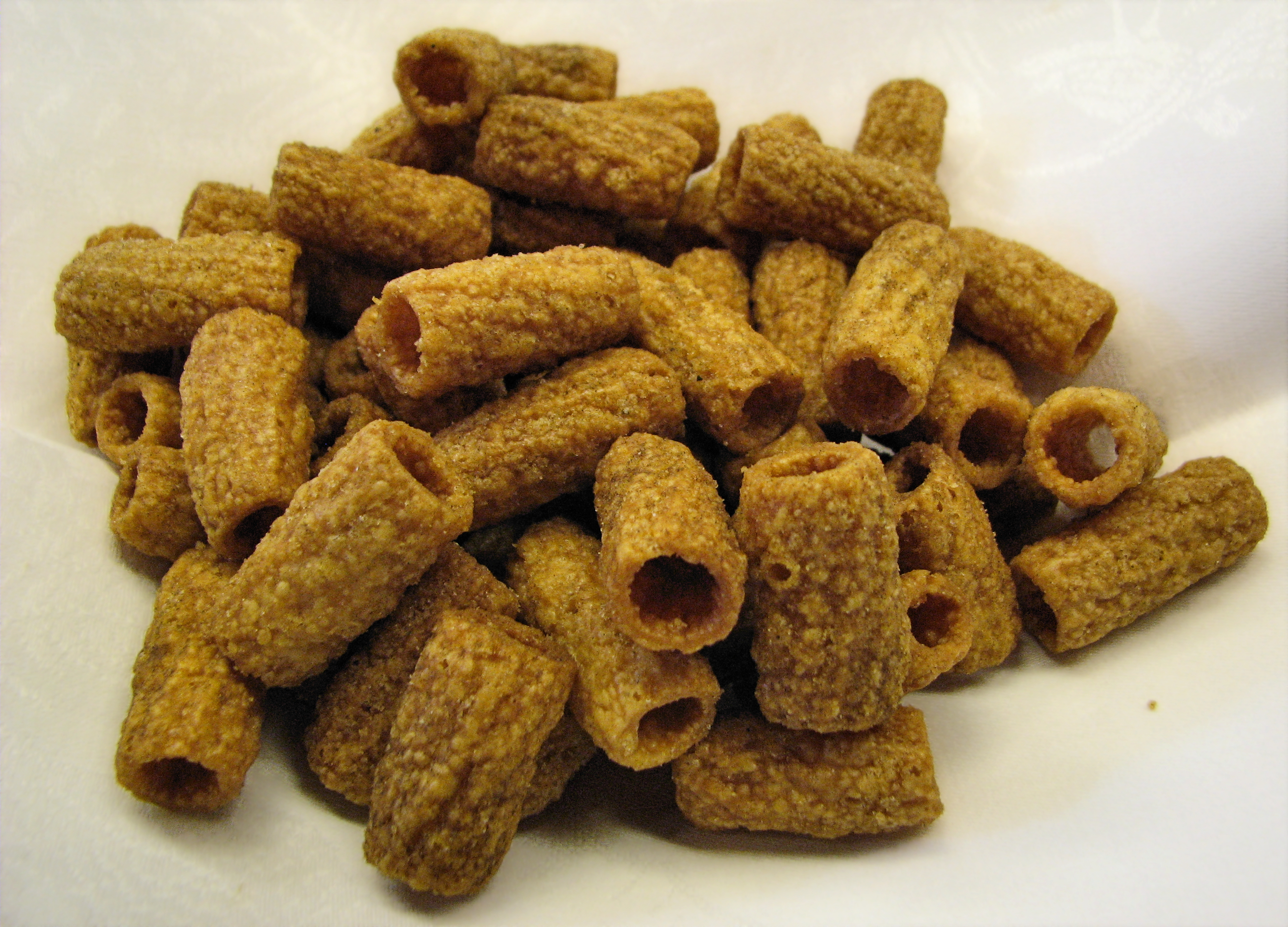
Бисли со вкусом тако.